# Lars-Göran Åslund
Lars-Göran Åslund, född 7 juni 1945 i Åsarna, är en svensk före detta längdskidåkare, som tävlade på elitnivå i skarven mellan 1960- och 70-talen. På klubbsidan representerade han Åsarna IK.
Åslund blev världsmästare på 15 kilometer vid skid-VM i Vysoké Tatry 1970. Vid samma mästerskap blev han även tillsammans med Ove Lestander, Jan Halvarsson, och Ingvar Sandström som slutman bronsmedaljör på 4 x 10 kilometer samt 5:a på 50 kilometer och 6:a på 30 kilometer. I skid-VM i Falun 1974 kom han 5:a på 30 kilometer, 49:a på 15 km efter vallamiss samt 15.e på femmilen.Han påbörjade andra sträckan i Sveriges stafettlag men fick avbryta eftersom Sverige diskades p.g a. otillåtet skidbyte på startsträckan.
Vid olympiska vinterspelen 1972 i Sapporo placerade han sig som 11:a på 30 kilometer och 18:e plats på 15 kilometer, samt körde andra sträckan i Sveriges fjärdeplacerade stafettlag.

### Fotnoter
1. ↑  ”Lars Göran Åslund”. Sveriges Radio P4 Jämtland. 3 augusti 2011. https://sverigesradio.se/sida/artikel.aspx?programid=3336&artikel=4564518. Läst 4 mars 2019.
2. ↑  ”Lars-Göran Åslund”. Sveriges olympiska kommitté. Arkiverad från originalet den 3 december 2013. https://web.archive.org/web/20131203032909/http://www.sok.se/5.aad0b10833d63e5c80007239.html. Läst 1 december 2013.